# Peter Roed
Peter Roed (* 15. November 1976 in Saint Paul, Minnesota) ist ein ehemaliger US-amerikanischer Eishockeyspieler, der fünf Spielzeiten in nordamerikanischen Minor Leagues verbracht hat. In Deutschland spielte er für die Iserlohn Roosters in der Deutschen Eishockey Liga und für den SC Bietigheim-Bissingen in der 2. Bundesliga.

## Karriere
Peter Roed begann seine Karriere an der White Bear Lake High School im Bundesstaat Minnesota. Im NHL Entry Draft 1995 wurde er in der zweiten Runde an 38. Stelle von den San Jose Sharks ausgewählt. Zur Saison 1995/96 wechselte der US-Amerikaner zu den Prince George Cougars in die Western Hockey League (WHL). Dort spielte er zwei Jahre und erzielte 74 Scorerpunkte.
Zu seinem Profidebüt kam der Center im März 1997, als er einige Spiele für die Louisville Riverfrogs in der ECHL absolvierte. Die nächste Spielzeit verbrachte Roed hauptsächlich bei den Kentucky Thoroughblades in der American Hockey League (AHL), dem damaligen Farmteam der San Jose Sharks, die ihn im August 1997 unter Vertrag nahmen. In der Saison 1998/99 war er für die Richmond Renegades aktiv, mit denen er im Finale um den Kelly Cup den Mississippi Sea Wolves unterlag. Danach spielte er wieder für die Thoroughblades aus Kentucky in der AHL.
Zur Saison 2000/01 unterschrieb Roed einen Vertrag bei den Iserlohn Roosters aus der Deutschen Eishockey Liga (DEL). Dort schoss er beim ersten Spiel des DEL-Aufsteigers alle drei Treffer gegen die Eisbären Berlin, denen man aber 3:4 unterlag. Das nächste Jahr verbrachte der Linksschütze bei den Rockford IceHogs in der United Hockey League (UHL) und dem SC Bietigheim-Bissingen in der 2. Bundesliga. Seine letzte Station waren die Kalamazoo Wings aus der UHL, nach dieser Spielzeit beendete Roed seine Karriere.

## Karrierestatistik
(Legende zur Spielerstatistik: Sp oder GP = absolvierte Spiele; T oder G = erzielte Tore; V oder A = erzielte Assists; Pkt oder Pts = erzielte Scorerpunkte; SM oder PIM = erhaltene Strafminuten; +/− = Plus/Minus-Bilanz; PP = erzielte Überzahltore; SH = erzielte Unterzahltore; GW = erzielte Siegtore; 1 Play-downs/Relegation; Kursiv: Statistik nicht vollständig)